# Paul Gosar
Paul Anthony Gosar, ameriški politik slovenskega rodu, * 27. november 1958,  Rock Springs, Wyoming, Združene države Amerike.
Od leta 2013 opravlja funkcijo predstavnika 4. kongresnega okrožja Arizone v predstavniškem domu Kongresa Združenih držav Amerike, pred tem je bil predstavnik 1. okrožja.
Pred vstopom v politiko je bil zobozdravnik.
Slovenski predsednik Borut Pahor je leta 2019 Gosarja odlikoval z zlatim redom za zasluge za prispevek in sodelovanje pri krepitvi odnosov med Slovenijo in ZDA.